# Invasion de criquets de 2019-2020
Entre 2019 et 2020, plusieurs essaims de  criquets pèlerins ont envahi plusieurs régions du monde, telles que l'Afrique de l'Est, le Moyen-Orient, le sous-continent indien ou encore l'Amérique du Sud.

## Histoire
Elle prend son origine dans le cyclone de 2018 qui a amené sur les côtes semi-désertiques du Yémen de fortes pluies et donc une forte croissance de végétation. Les conditions favorables au développement des populations de criquet ayant perduré, les essaims qui se sont subséquemment formés ont gagné toute la péninsule arabique ; puis ils ont migré vers l'est pour rejoindre l'Iran, le Pakistan et l'Inde, et vers l'ouest et l'Afrique de l'Est où ils ont d'abord atteint l'Éthiopie et la Somalie. 
L'invasion a peu après rejoint le Kenya, puis le nord de l'Ouganda, la Tanzanie, le Congo (avant le 2 mars) et le sud du Soudan du Sud. 

Fin 2019, des températures anormalement élevées en Afrique de l'Est (Somalie, Kenya, Tanzanie, Ouganda, l'est du Congo, Soudan du Sud,…) induisent un dipôle régional positif et font doubler la quantité de pluie habituelle entre octobre et décembre 2019 (certains endroits dans le nord du Kenya ont reçu en quelques semaines l'équivalent annuel des pluies usuelles ; au Soudan du Sud, déjà lourdement taxé par six ans de guerre civile, des villes entières ont été noyées…). La FAO a lancé la première alerte pour les criquets fin janvier 2020.
Un essaim de criquets pèlerins envahit l'Afrique de l'Est à partir de juin 2019. Dès janvier 2020, l'invasion touche l'Éthiopie, le Kenya, l'Érythrée, Djibouti et la Somalie. Elle représente « une menace sans précédent pour la sécurité alimentaire et les moyens de subsistance dans la Corne de l'Afrique », d'après l'Organisation des Nations unies pour l'alimentation et l'agriculture.  
En février, environ 2 000 militaires luttent par exemple contre l'invasion en Ouganda, à l'aide d'opérations mobiles où des œufs de criquets sont détruits et où des pesticides comme le chlorpyrifos sont épandus. Fin février, la Tanzanie et le Soudan du Sud sont également touchés, puis la République démocratique du Congo, pour la première fois depuis 1944.    
L'augmentation des températures à la surface des océans (en lien avec le dipôle de l'Océan Indien) pourrait entraîner de nouvelles catastrophes similaires dans les prochaines années.    
En mars 2020, la pandémie de coronavirus perturbe la lutte contre les criquets, bloquant les livraisons de pesticides et les financements. À cette date, l'arrivée des criquets est attendue vers juin en Afrique de l'Ouest et vers octobre au Maghreb. La FAO estime en avril que, si les actions ne sont pas renforcées, le nombre de criquets pourrait être multiplié par 20 durant la saison des pluies, tandis que 20 millions de personnes sont en situation d'insécurité alimentaire dans la région. L'organisation arrive à lever 76 puis 152 millions de dollars, mais l'approvisionnement continue à être entravé par la pandémie de coronavirus.
Les criquets consomment quotidiennement leur propre poids, c'est-à-dire 2 g, et un essaim couvrant 1 km2 consomme la nourriture de 35 000 personnes. Ils vivent trois mois mais se reproduisent énormément. Les nuages d'insectes avancent jusqu'à 150 km par jour.
Le 14 avril 2020, la FAO annonce une aggravation probable de l'invasion, à la suite de pluies fin mars favorables à la reproduction des criquets.
En juin 2020, un essaim de criquets d'une ampleur inhabituelle est localisé en Inde du Nord.
En juin 2020, un essaim de criquets de grande taille est actif dans le nord de l'Argentine, après avoir été en mai 2020 au Paraguay.

## Importance des dégâts

### Djibouti
Dès le début du mois de décembre 2019, des essaims de criquets provoquent 100 % de destruction des récoltes dans certaines régions. En janvier 2020, la baisse des températures et la pousse des végétaux favorise une invasion massive.
Début février 2020, le gouvernement de Djibouti estime les pertes à 5 millions de dollars à ce moment.

### Éthiopie
En avril 2020, l'invasion a déjà provoqué le ravage de 200 000 ha de terres agricoles dans le pays, et un million de personnes touchées qui nécessitent une aide alimentaire d'urgence.